# کاظم‌آباد (مشگین‌شهر)

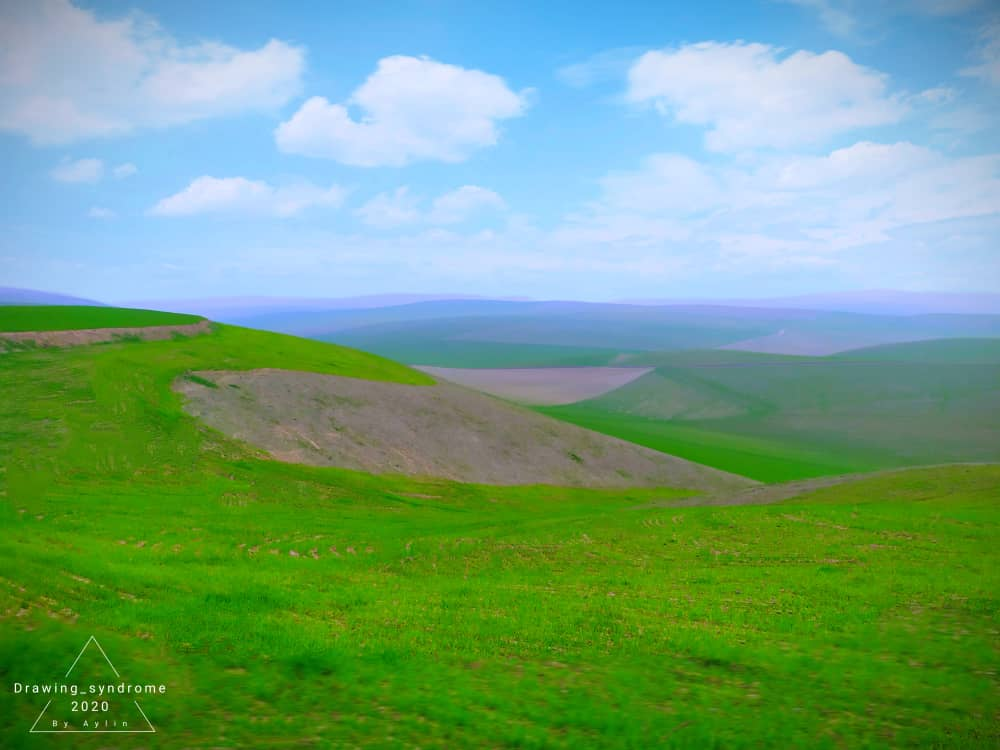

کاظم‌آباد (قوزلوجه) روستایی در دامنه‌های کوه سبلان، واقع در دهستان شعبان، شهرستان مشگین‌شهر، استان اردبیل، ایران است. این روستا به دلیل طبیعت سرسبز، کوچه‌های آرام و چشم‌اندازهای کوهستانی، یکی از مناطق بکر و زیبا در استان اردبیل محسوب می‌شود.

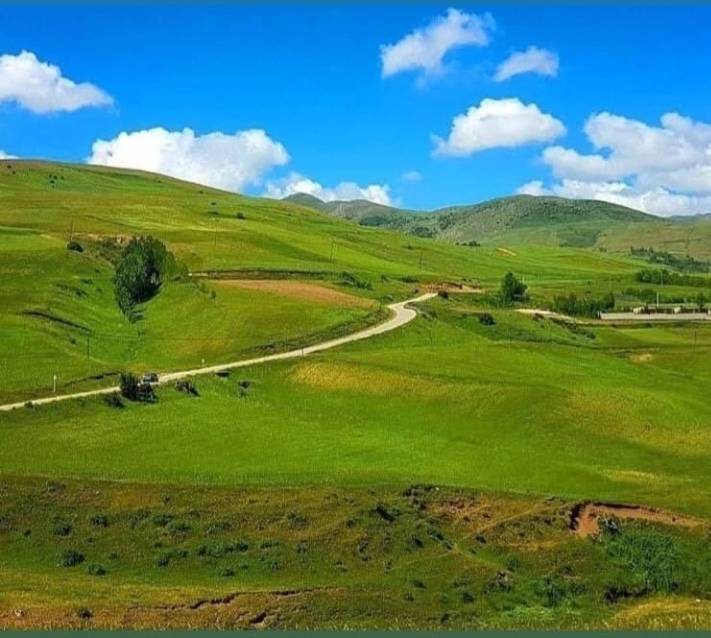
طبیعت زیبای روستای کاظم آباد (قوزلوجه)

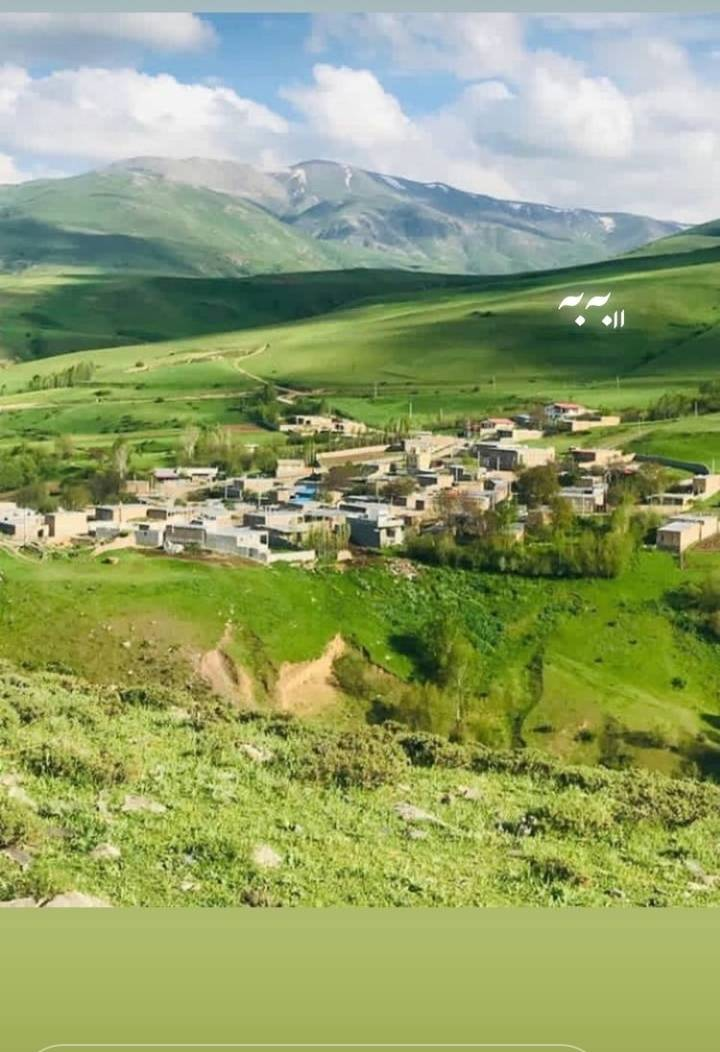
قوزلوجه

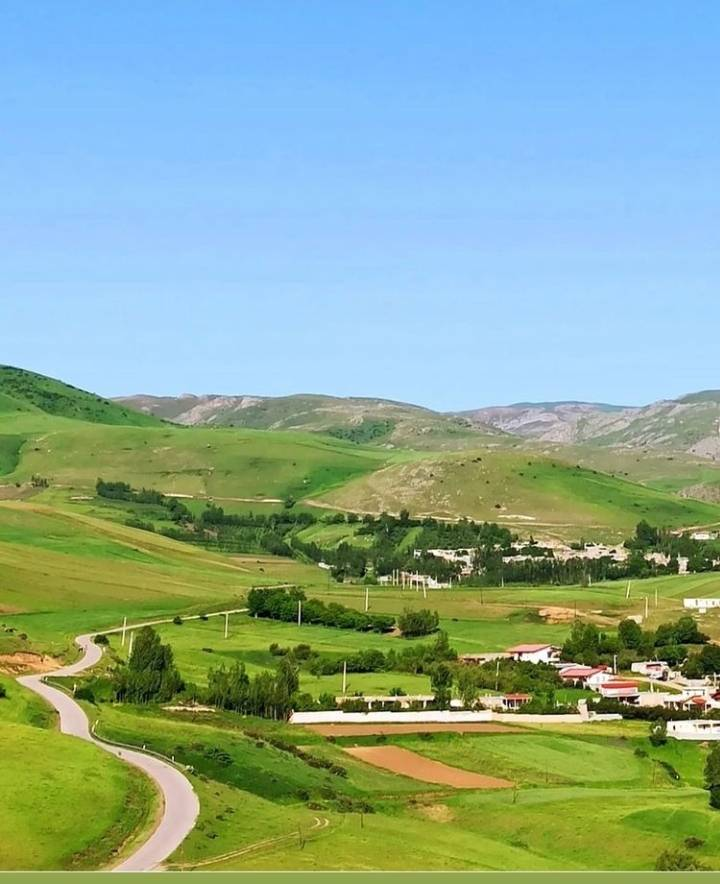
روستای زیبای کاظم آباد (قوزلوجه)

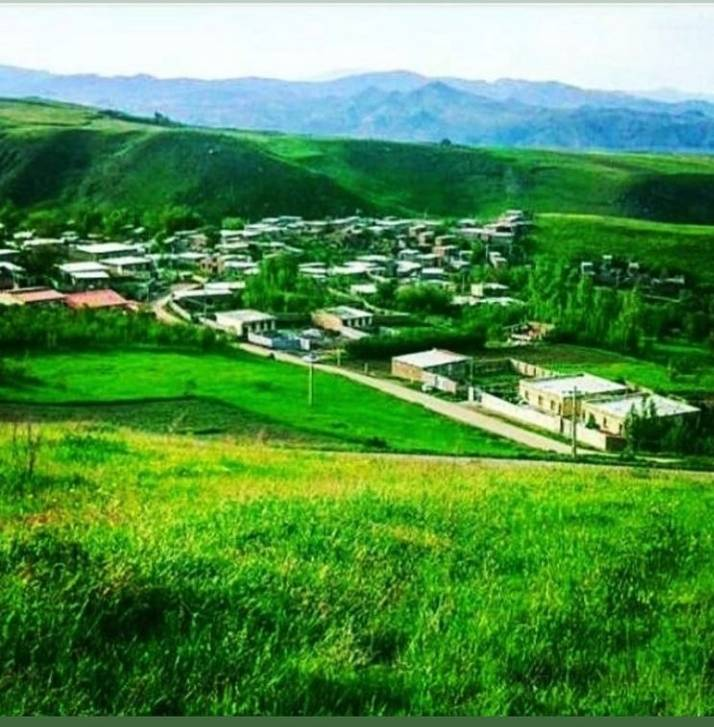
نمایی زیبا از روستای کاظم آباد (قوزلوجه)

### جمعیت
مطابق آخرین سرشماری در سال ۱۴۰۳، جمعیت کاظم‌آباد ۱۷۱۲ نفر است. از این تعداد، حدود ۱۰۰ نفر به‌طور دائم در روستا سکونت دارند و بقیه در شهرهای بزرگ به‌ویژه تهران زندگی می‌کنند. بسیاری از این مهاجران در ایام تعطیلات و مناسبت‌هایی مانند عید نوروز و ایام محرم به روستا بازمی‌گردند و خانه‌های خانوادگی خود را نگهداری می‌کنند.

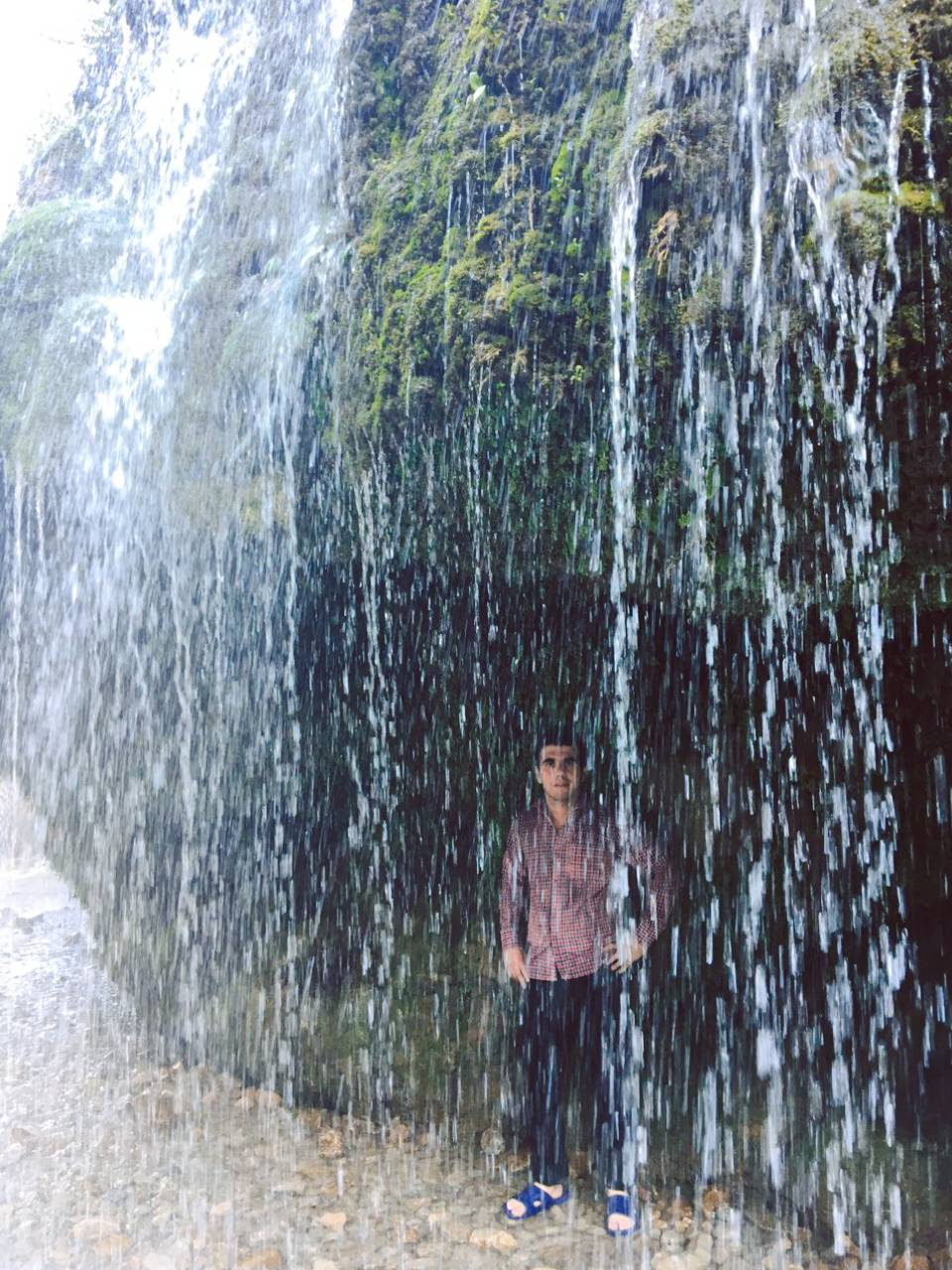

### مسکن و خانه‌ها
اکثر خانه‌های روستا امروزه ویلایی و مدرن هستند، زیرا بازگشته‌های تهرانی اقدام به ساخت خانه‌های تازه کرده‌اند. این خانه‌ها ترکیبی از معماری سنتی و امکانات مدرن را ارائه می‌دهند و جلوه‌ای تازه به بافت روستا بخشیده‌اند.

### شغل و معیشت
بیشتر ساکنان دائمی کاظم‌آباد به کشاورزی و دامداری مشغول هستند. زمین‌های حاصلخیز روستا امکان کشت محصولاتی مانند گندم، جو، لوبیا و سایر حبوبات را فراهم می‌کند. دامداری نیز بخش مهمی از اقتصاد خانوارها را تشکیل می‌دهد و تولیدات لبنی محلی از منابع مهم درآمدی ساکنان است.
افرادی که در تهران زندگی می‌کنند عمدتاً در حوزه فروش پارچه و در بازار بزرگ تهران فعالیت دارند. این بازگشت‌های فصلی نه تنها به حفظ فرهنگ و زندگی اجتماعی روستا کمک می‌کند، بلکه با ساخت خانه‌های ویلایی مدرن، به زیباسازی و توسعه روستا نقش دارند.

### فرهنگ و جامعه
کاظم‌آباد ترکیبی منحصربه‌فرد از زندگی سنتی و مدرن را ارائه می‌دهد. ساکنان دائمی، با فعالیت‌های کشاورزی و دامداری، سنت‌های دیرینه روستا را حفظ کرده‌اند و بازگشته‌های تهرانی با حضور خود، پویایی اجتماعی و اقتصادی را افزایش می‌دهند. مراسم و مناسبت‌های محلی مانند عید نوروز و ایام محرم نقش مهمی در پیوند خانوادگی و اجتماعی ساکنان دارند.
توجه به منبع محلی:
مطالب این مقاله با توجه به شناخت و تجربه‌های محلی نویسنده ن ا ، که از اهالی کاظم‌آباد است، گردآوری شده است.